# 山崎桃子
山崎 桃子（やまざき ももこ、1992年9月10日 - ）は、日本の総合格闘技選手。神奈川県横浜市出身。格闘家として坂口道場一族、タレントとしてプライムに所属する。

## 来歴
小学生の時は目立ちたがり屋でリーダーシップを取りたがる活発な子だった。当時流行していたモーニング娘。に憧れてハロープロジェクトのオーディションを受けるも、三次選考で落ちる。中学生の時、転校をきっかけにいじめにあっていたが反撃を開始。授業をサボりがちになり、学内グループ抗争など喧嘩に明け暮れる。中学校卒業後は定時制の高校に進学し、アルバイトを始めるが、両立が難しくなり高校を中退する。その後、アパレル関係会社の事務職に就いていたところ、知人からの紹介で『THE OUTSIDER』に参加する決意をするも格闘技未経験な上、試合は一ヶ月後に迫っていた。初戦は敗退する。『THE OUTSIDER』では2勝3敗の戦績を残し、本格的にプロ格闘家を目指すためDEEP JEWELSに参戦。当時の所属ジムは黒石高大、土橋政春などが所属していたクレイジーアーマメント。アマチュアルールの3試合を経てプロに昇格したが、デビュー戦で肩を脱臼して川村虹花にTKO負け。手術とリハビリを経て2019年6月に復帰すると組みで圧倒し、プロ初勝利をあげた。
2020年3月15日、コンビニエンスストアにおいて、酒に酔っていた男性に突然絡まれ、更に愛車を蹴られるなどしたため警察に通報した。男性がその場を去ろうとしたため制止させようとしたが、その際に男性がビール瓶を振り回すなどの暴行を加えたために、額を切り、目を負傷した。山崎は自身がプロの格闘家であることを自覚していたため相手に攻撃することはせずに抑えるだけに留めていたという。翌16日、病院で検査したところ、右目網膜に2箇所穴が空いた外傷性網膜裂孔と診断され、レーザー治療を施した。術後2週間ほどの安静が必要であるという。
2018年からYouTubeチャンネル「山﨑桃子　総合格闘家」を開設。

## 戦績

### プロ総合格闘技
| 勝敗 | 対戦相手      | 試合結果          | 大会名         | 開催年月日     |
| ×    | 知名眞陽菜    | 5分2R終了 判定0-3 | DEEP JEWELS 46 | 2024年9月8日   |
| ×    | LIBBY         | 1R 0:57 KO        | DEEP JEWELS 44 | 2024年3月24日  |
| ○    | こゆき        | 2R 4:27 TKO       | DEEP JEWELS 43 | 2023年11月23日 |
| ×    | 古林礼名      | 5分2R終了 判定0-3 | DEEP JEWELS 42 | 2023年9月10日  |
| ×    | 上瀬あかり    | 5分2R終了 判定0-3 | DEEP JEWELS 40 | 2023年2月18日  |
| ×    | 古瀬美月      | 5分2R終了 判定0-3 | DEEP JEWELS 38 | 2022年9月11日  |
| ○    | ちびさいKYOKA | 5分2R終了 判定3-0 | DEEP JEWELS 37 | 2022年5月8日   |
| ○    | 國保小枝      | 5分2R終了 判定3-0 | DEEP JEWELS 30 | 2020年10月31日 |
| ×    | にっせー      | 2R 0:58 TKO       | DEEP JEWELS 25 | 2019年9月1日   |
| ○    | 武井藍        | 5分2R終了 判定3-0 | DEEP JEWELS 24 | 2019年6月9日   |
| ×    | 川村虹花      | 1R 0:39 TKO       | DEEP JEWELS 20 | 2018年6月9日   |

## 出演

### テレビ
- 柔術やろうぜ!（2019年11月3日 ‐ 2020年1月27日、tvk） ‐ ゲスト